# Horní Ostrovec

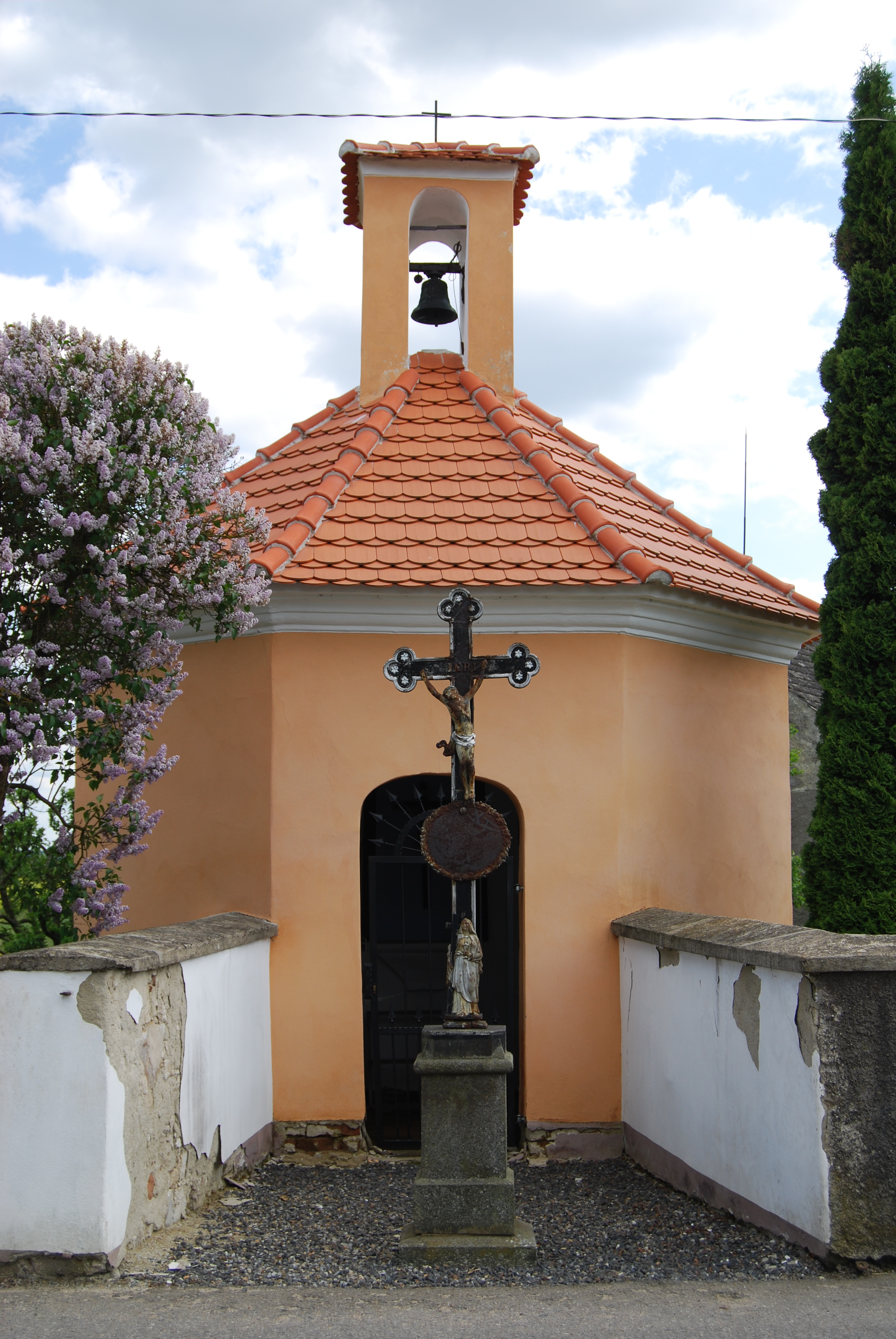
Kapelle

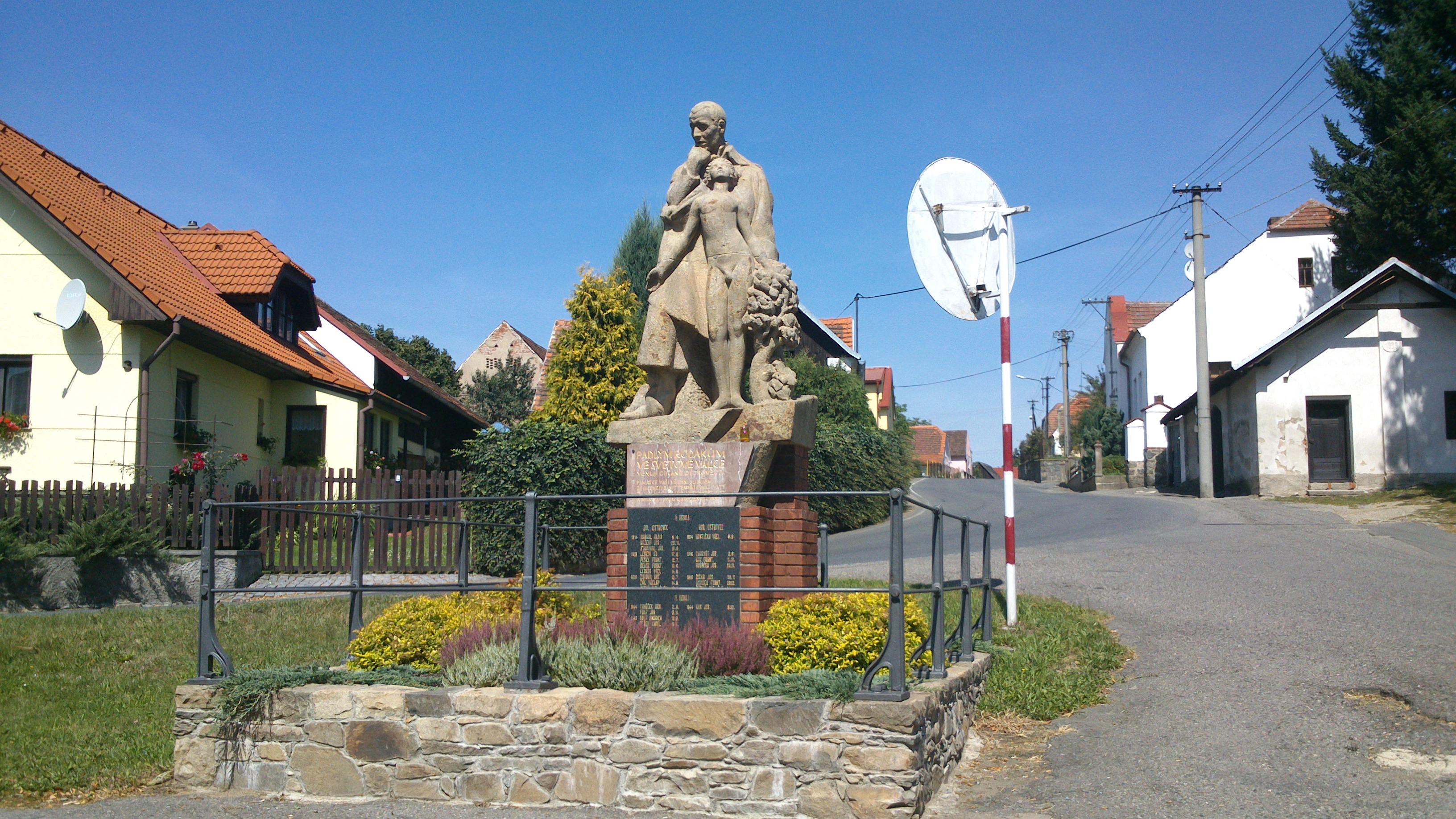
Denkmal für die Gefallenen beider Weltkriege

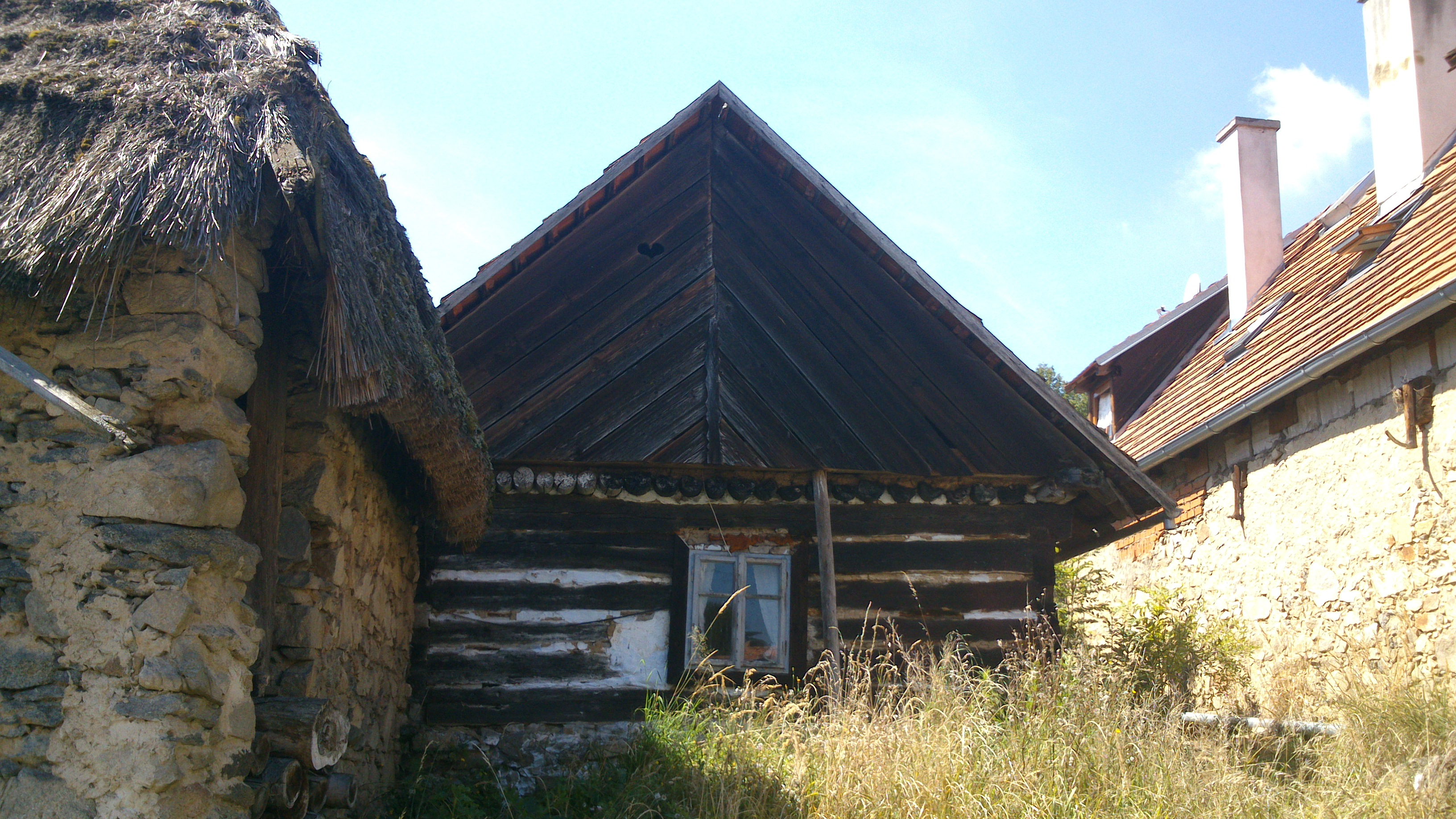
Gehöft Nr. 4

Horní Ostrovec (deutsch Ober Wostrowetz) ist ein Ortsteil der Gemeinde Ostrovec in Tschechien. Er liegt sechs Kilometer östlich von Mirotice (Mirotitz) und gehört zum Okres Písek.

## Geographie
Das unregelmäßig angelegte Dorf Horní Ostrovec befindet sich linksseitig über dem Tal der Lomnice in der Písecká pahorkatina (Piseker Hügelland). Mit dem sich südlich anschließenden Dolní Ostrovec bildet Horní Ostrovec eine geschlossene Ortsbebauung. Im Nordosten erhebt sich der Na Vrchu (419 m n.m.) und nordwestlich der Třebošov (425 m n.m.). Gegen Osten liegt das Tal der Skalice (Skalitz).
Nachbarorte sind Podelhota und U Mostu im Norden, Varvažov, Flusárna, Chraštice und Na Budách im Nordosten, Plazy, Štědronín und Roudné Kaly im Osten, U Chyšáků, Doupata und Dědovice im Südosten, Dolní Ostrovec im Süden, Vystrkov, Na Pařezu und Na Pazderně im Südwesten, Třebošov, Cerhonice und Mirotice im Westen sowie Karlov, Rakovické Chalupy und Smetanova Lhota (Smetana Lhota) im Nordwesten.

## Geschichte
Nach der Schlacht am Weißen Berg erwarb die Stadt Písek mehrere vom Stadtgebiet abgelegene Waldgebiete aus konfiszierten Herrschaften. Die Ansiedlung entstand zum Ende des Dreißigjährigen Krieges am Rande des von der Stadt erworbenen und von der Herrschaft Čimelitz beanspruchten Waldes um den Berg Kozy Hrada. Als erster Siedler ist im Jahre 1642 der Heger Jan Jiruš nachweislich. Um 1650 errichteten Píseker Untertanen weitere Chaluppen auf Schlägen in dem Wald. Die von der Stadt geduldeten Passekerwirtschaften führten zu langwierigen Streitigkeiten mit den Herren Ploth von Konařin auf Čimelitz, die sich als berechtigte Eigentümer des gesamten nördlichen Teils der Píseker Wälder sahen und die Errichtung neuer Siedlungen darin nicht gestatten wollten. Um 1670 entstand nördlich von Ostrovec auf Píseker Grund eine größere Zahl von Chaluppen. Die so entstandene Siedlung wurde von der Stadt weiterhin als Ansammlung von Einöden betrachtet, die nach ihren Gründern mit Jiruš, Krajíc, Šindelář, Bečvář u. a. benannt waren. Die Bewohner selbst nannten ihre Streusiedlung chalup Píseckých nad Ostrovcem und später Písecké Chalupy. In der Mitte des 18. Jahrhunderts setzte sich für die inzwischen zu dörflichen Strukturen angewachsene Siedlung die Bezeichnung Horní Ostrovec durch. 1785 wurde der Ort – ohne Angabe der Häuserzahl – als Ober Wostrowetz bzw. wysoky Ostrowecz bezeichnet.
Im Jahre 1837 bestand das im Prachiner Kreis gelegene Dorf Ober-Wostrowetz aus 47 Häusern mit 295 Einwohnern. Zu Ober-Wostrowetz konskribiert waren mehrere Einschichten: Třeboschow (Třebošov) – eine Dominikalchaluppe, Na Haražkownie – ein Jägerhaus, U čertowy stolice – zwei Dominikalchaluppen sowie Bei der Warwaschauer Brücke – eine Dominikalchaluppe. Ober-Wostrowetz war Sitz eines Forstreviers; mit einer bewirtschafteten Fläche von 635 Joch 480 Quadratklafter war das Ober-Wostrowetzer Revier um den Berg Kozy Hrada das kleinste der sieben Piseker Forstreviere. Pfarrort war Radobitz. Bis zur Mitte des 19. Jahrhunderts blieb Ober-Wostrowetz der Königlichen Stadt Písek untertänig; ein Haus gehörte zum Gut Cerhonitz.
Nach der Aufhebung der Patrimonialherrschaften bildete Horní Ostrovec / Ober-Wostrowetz ab 1850 einen Ortsteil der Gemeinde Varvažov / Warwaschau im Gerichtsbezirk Mirowitz. 1868 wurde das Dorf dem Bezirk Pisek zugeordnet. Im Jahre 1869 bestand Horní Ostrovec aus 51 Häusern und hatte 336 Einwohner. In den 1870er Jahren lösten sich Horní Ostrovec und Dolní Ostrovec von Varvažov los und bildeten die Gemeinde Horní Ostrovec. Im Jahre 1900 hatte Horní Ostrovec 302 Einwohner, 1910 waren es 271.
Nach dem Ersten Weltkrieg zerfiel der Vielvölkerstaat Österreich-Ungarn, Horní Ostrovec wurde 1918 Teil der neu gebildeten Tschechoslowakischen Republik. Dolní Ostrovec wurde 1921 eigenständig. Beim Zensus von 1921 lebten in den 50 Häusern der Gemeinde Horní Ostrovec 270 Tschechen. 1930 lebten in den 52 Häusern von Horní Ostrovec 253 Personen. Zwischen 1939 und 1945 gehörte Horní Ostrovec / Ober Wostrowetz zum Protektorat Böhmen und Mähren. Nach dem Ende des Zweiten Weltkrieges kam Horní Ostrovec zur wiedererrichteten Tschechoslowakei zurück. 1950 lebten in den 55 Häusern von Horní Ostrovec 212 Personen. Im Jahre 1953 wurde Horní Ostrovec mit Dolní Ostrovec zu einer Gemeinde Ostrovec mit Sitz in Dolní Ostrovec zusammengelegt. 1991 lebten in den 51 Häusern des Dorfes 116 Personen. Beim Zensus von 2011 hatte Horní Ostrovec 106 Einwohner und bestand aus 66 Wohnhäusern.

## Ortsgliederung
Zu Horní Ostrovec gehören die Einschichten Kozí Hrady, Spálené, Úvěrka (Auwerka) und V Lipovce sowie das ehemalige Militärgebiet Dolní Úvěrka.
Der Ortsteil bildet einen Katastralbezirk.

## Sehenswürdigkeiten
- Kapelle an der Hauptstraße, mit oktogonalem Grundriss
- Gusseisernes Kreuz auf Steinsockel, vor der Kapelle
- Gezimmerte Gehöfte bzw. Chaluppen Nr. 17, 18, 20 und 23, sie stammen wahrscheinlich aus dem 18. Jahrhundert.
- Denkmal für die Gefallenen des Ersten und Zweiten Weltkrieges, an der Gemarkungsgrenze mit Dolní Ostrovec[5]
- Mehrere Wegkreuze
- Naturdenkmal V Obouch, im Tal der Lomnice bis zur Einmündung der Skalice